# Diócesis de Matamoros-Reynosa
La diócesis de Matamoros-Reynosa (en latín: Dioecesis Matamorensis) es una circunscripción eclesiástica de la Iglesia católica en México. Se trata de una diócesis latina, sufragánea de la arquidiócesis de Monterrey. Desde el 22 de septiembre de 2016 su obispo es Eugenio Andrés Lira Rugarcía.

## Territorio y organización
La diócesis tiene 19 457 km² y extiende su jurisdicción sobre los fieles católicos de rito latino residentes en el estado de Tamaulipas en los 8 municipios de: Matamoros, Reynosa, Valle Hermoso, Río Bravo, Camargo, Gustavo Díaz Ordaz, San Fernando y Méndez.
La sede de la diócesis se encuentra en Heroica Matamoros (o Matamoros), en donde se halla la Catedral de Nuestra Señora del Refugio.
En 2021 en la diócesis existían 74 parroquias agrupadas en 3 zonas pastorales: 
- Matamoros (municipio de Matamoros);
- Reynosa (municipios de: Reynosa, Río Bravo, Gustavo Díaz Ordaz y Camargo);
- Valle Hermoso (municipios de: Valle Hermoso, San Fernando y Méndez).

### Parroquias
- Anáhuac
  - San Felipe de Jesús
- Camargo
  - Santa Ana
- Comales
  - Nuestra Señora de Guadalupe
- Ciudad Gustavo Díaz Ordaz
  - San Miguel Arcángel
- Ejido la Venada
  - San José
- Ejido Alfredo V. Bonfil
  - Nuestra Señora de Guadalupe
- Est. Ramírez
  - San Isidro Labrador
- Francisco González Villarreal
  - San Isidro Labrador
- Francisco Villa
  - Nuestra Señpra de Guadalupe
- Matamoros
  - Catedral de Nuestra Señora del Refugio,
  - Cristo Rey,
  - Divina Providencia,
  - Divino Pastor,
  - Espíritu Santo,
  - Medalla Milagrosa y San Agustín,
  - Nuestra Señora de Fátima,
  - Nuestra Señora de Guadalupe,
  - Nuestra Señora de la Asunción,
  - Nuestra Señora de Lourdes,
  - Nuestra Señora de San Juan,
  - Nuestra Señora del Perpetuo Socorro,
  - Sagrada Familia,
  - Sagrado Corazón de Jesús,
  - San Antonio de Padua,
  - San Felipe de Jesús
  - San Francisco de Asís,
  - San José Obrero,
  - San Martín de Porres,
  - San Roberto Belarmino,
  - Santa María Reina,
  - Santísima Trinidad,
  - Señor del Rescate,
- Nuevo Progreso
  - Nuestra Señora de los Dolores,
- Reynosa
  - Cristo Rey,
  - Divina Providencia,
  - Nuestra Señora de Guadalupe,
  - Nuestra Señora de la Medalla Milagrosa,
  - Nuestra Señora de San Juan Cumbres,
  - Nuestra Señora de San Juan Fracc.
  - Nuestra Señora del Carmen,
  - Nuestra Señora del Refugio,
  - Sagrado Corazón de Jesús,
  - Sagrados Corazones de Jesús y María,
  - San Antonio de Padua,
  - San Felipe de Jesús,
  - San Francisco de Asís,
  - San José,
  - San Judas Tadeo,
  - San Martín de Porres,
  - San Pedro y San Pablo,
  - San Pío X,
- Río Bravo
  - Cristo Rey,
  - Nuestra Señora de Guadalupe,
  - Nuestra Señora de San Juan,
  - San Martín de Porres,
- San Fernando
  - Nuestra Señora de Guadalupe,
  - San Fernando,
- San Germán
  - Nuestra Señora de Guadalupe,
- Santa Apolonia
  - San José
- Valadeces
  - Sagrado Corazón
- Valle Hermoso
  - Nuestra Señora de Guadalupe,
  - Sagrado Corazón de Jesús,
- Villa de Méndez
  - Sagrado Corazón de María

## Historia
Originalmente la región correspondiente a la actual diócesis pertenecía eclesiásticamente a la primera diócesis de Linares, con los obispos radicando en Monterrey. En agosto de 1861, mediante la bula Ad futuram rei memoriam el papa Pío IX erigió el vicariato apostólico de Tamaulipas, segregándolo de la diócesis de Monterrey, confiándolo a Francisco de la Concepción Ramírez.
El papa Pío IX elevó en 1870 el vicariato a la categoría de diócesis por la bula Apostolicam in universas y puso como obispo a Ignacio Montes de Oca y Obregón. La sede de la diócesis de Tamaulipas fue originalmente Ciudad Victoria, misma sede que se trasladó en 1922 a Tampico.
El 16 de febrero de 1958 la diócesis de Tamaulipas se dividió en dos diócesis: la de Matamoros y la de Tampico mediante la bula Haud inani del papa Pío XII. La nueva diócesis de Matamoros se extendía desde San Fernando hasta Nuevo Laredo, con su sede en Matamoros y su catedral, el templo parroquial del Refugio en Matamoros. El papa Juan XXIII nombró como primer obispo a Estanislao Alcaraz y Figueroa, recibiendo este la consagración en 1959. 
El 21 de diciembre de 1964 cedió una porción de su territorio para la erección de la diócesis de Ciudad Victoria mediante la bula Cum sit Ecclesia del papa Pablo VI.
El 6 de noviembre de 1989 cedió una porción de su territorio para la erección de la diócesis de Nuevo Laredo mediante la bula Quo facilius del papa Juan Pablo II.

## Estadísticas
Según el Anuario Pontificio 2022 la diócesis tenía a fines de 2021 un total de 1 266 900 fieles bautizados.
| Año                                                                             | Población            | Población | Población      | Sacerdotes | Sacerdotes    | Sacerdotes    | Bautizados por sacerdote | Diáconos permanentes | Religiosos | Religiosos | Parroquias |
| Año                                                                             | Bautizados católicos | Total     | % de católicos | Total      | Clero secular | Clero regular | Bautizados por sacerdote | Diáconos permanentes | Varones    | Mujeres    | Parroquias |
| ------------------------------------------------------------------------------- | -------------------- | --------- | -------------- | ---------- | ------------- | ------------- | ------------------------ | -------------------- | ---------- | ---------- | ---------- |
| 1966                                                                            | 515 000              | 575 000   | 89.6           | 51         | 38            | 13            | 10 098                   |                      | 23         | 90         | 27         |
| 1968                                                                            | 540 000              | 600 000   | 90.0           | 79         | 61            | 18            | 6835                     |                      | 33         | 111        | 29         |
| 1976                                                                            | 660 000              | 800 000   | 82.5           | 70         | 58            | 12            | 9428                     |                      | 24         | 130        | 42         |
| 1980                                                                            | 740 000              | 930 000   | 79.6           | 77         | 64            | 13            | 9610                     | 1                    | 16         | 132        | 46         |
| 1990                                                                            | 1 207 000            | 1 610 000 | 75.0           | 81         | 68            | 13            | 14 901                   |                      | 20         | 127        | 60         |
| 1999                                                                            | 1 392 044            | 1 739 492 | 80.0           | 88         | 78            | 10            | 15 818                   |                      | 10         | 98         | 50         |
| 2000                                                                            | 1 433 805            | 1 791 676 | 80.0           | 97         | 88            | 9             | 14 781                   |                      | 9          | 100        | 50         |
| 2001                                                                            | 1 505 495            | 1 881 260 | 80.0           | 96         | 89            | 7             | 15 682                   |                      | 8          | 80         | 47         |
| 2002                                                                            | 1 656 044            | 2 069 386 | 80.0           | 99         | 89            | 10            | 16 727                   |                      | 11         | 86         | 47         |
| 2003                                                                            | 2 844 090            | 3 070 306 | 92.6           | 123        | 111           | 12            | 23 122                   | 4                    | 12         | 79         | 52         |
| 2004                                                                            | 1 665 000            | 1 850 000 | 90.0           | 111        | 99            | 12            | 15 000                   | 4                    | 12         | 88         | 56         |
| 2013                                                                            | 1 826 000            | 2 068 000 | 88.3           | 113        | 104           | 9             | 16 159                   | 5                    | 12         | 114        | 55         |
| 2016                                                                            | 1 231 562            | 1 448 897 | 85.0           | 119        | 111           | 8             | 10 349                   | 5                    | 11         | 118        | 67         |
| 2019                                                                            | 1 201 950            | 1 448 907 | 83.0           | 106        | 97            | 9             | 11 339                   | 4                    | 12         | 120        | 74         |
| 2021                                                                            | 1 266 900            | 1 527 193 | 83.0           | 116        | 108           | 8             | 10 921                   | 15                   | 11         | 119        | 74         |
| Fuente: Catholic-Hierarchy, que a su vez toma los datos del Anuario Pontificio. |                      |           |                |            |               |               |                          |                      |            |            |            |

## Episcopologio
- Estanislao Alcaraz y Figueroa (20 de enero de 1959-3 marzo 1968 nombrado obispo de San Luis Potosí)
- Sabás Magaña García † (30 de diciembre de 1968-7 de noviembre de 1990 falleció)
- Francisco Javier Chavolla Ramos (1 de junio de 1991-27 de diciembre de 2003 nombrado obispo de Toluca)
- Faustino Armendáriz Jiménez (4 de enero de 2005-20 de abril de 2011 nombrado obispo de Querétaro)
- Ruy Rendón Leal (16 de julio de 2011-26 de abril de 2016 nombrado arzobispo de Hermosillo)[5]
- Eugenio Andrés Lira Rugarcía, desde el 22 de noviembre de 2016